# Kiruna kommun
Kiruna kommun er en kommune i Norrbottens län i Sverige.
Kiruna kommun er den nordligste og største i Sverige. Den dækker et lige så stort areal som de tre sydligste län (Skåne län, Hallands län og Blekinge län) tilsammen.

## Byer i Kiruna kommun
| - Abisko - Björkliden - Idivuoma - Jostojärvi - Jukkasjärvi - Kaalasjärvi - Karesuando - Katterjåkk - Kattuvuoma - Kauppinen - Kiruna - Kuoksu - Kurravaara - Kuttainen | - Lainio - Lannavaara - Laukuluspa - Masugnsbyn - Merasjärvi - Mertajärvi - Nedre Soppero - Nurmasuando - Närvä - Paittasjärvi - Paksuniemi - Parakka - Puoltsa | - Piilijärvi - Riksgränsen - Saivomuotka - Salmi - Sevujärvi - Svappavaara - Tuolluvaara - Tuolpukka - Vassijaure - Vittangi - Vittangijärvi - Vivungi - Övre Soppero |

67°51′17″N 20°13′22″Ø / 67.85472°N 20.22278°Ø